# Nintendo EAD Tokyo
 (octobre 2019).
Si vous disposez d'ouvrages ou d'articles de référence ou si vous connaissez des sites web de qualité traitant du thème abordé ici, merci de compléter l'article en donnant les références utiles à sa vérifiabilité et en les liant à la section « Notes et références ».
Nintendo Entertainment Analysis and Development Tokyo est une équipe de développement de Nintendo, sous-division de Nintendo Entertainment Analysis and Development. Elle est formée en 2002 et compte actuellement une quarantaine d'employés, divisés en deux groupes, dont certains ont travaillé pour Square, Capcom, Konami et Namco.

## Histoire
Nintendo EAD Tokyo est le premier studio interne de Nintendo à avoir été créé en dehors de la ville historique de la firme (Kyoto). Il a élu domicile à Tokyo et a été instigué à l'origine par Yoshiaki Koizumi, producteur principal de la série des Gundam et acteur chez Nintendo depuis l'époque du Game Boy) et Takao Shimizu. Après leur travail commun sur Super Mario Sunshine, ils ont été appuyés par Shigeru Miyamoto dans la création de ce studio. Ce dernier influence grandement les développements.
Le but principal de cette division Tokyo est de concevoir des jeux uniques en leur genre et fortement orientés sur l'interaction avec le joueur. Le premier jeu du studio fut Donkey Kong Jungle Beat, maintes fois primé pour son originalité, son fun et sa réalisation de qualité. 
Depuis ce titre, le studio travaille sur le développement de Super Mario Galaxy à destination de la Wii, jeu important puisqu'il ne s'agit pas d'un jeu dérivé mais du retour de la mascotte de la firme dans un jeu de plates-formes, le premier depuis Super Mario Sunshine en 2002.
Certains membres de l'équipe avaient déjà d'ailleurs travaillé sur la démonstration de Super Mario 128 présenté en même temps que la GameCube lors du Nintendo Space World 2000, dont une grande partie des idées et concepts ont été repris pour Super Mario Galaxy.

## Jeux développés

### Tokyo Software Development Group No. 1
- Donkey Kong Jungle Beat - GameCube (2004)
- Super Mario Galaxy - Wii (2007)
- Nintendo DS Guide
- Wii U Panorama View - Wii U (2013)

### Tokyo Software Development Group No. 2
- Nouvelle façon de jouer - Donkey Kong Jungle Beat - Wii (2008)
- Flipnote Studio - DSiWare (2008)
- Super Mario Galaxy 2 - Wii (2010)
- Super Mario 3D Land - Nintendo 3DS (2011)
- Flipnote Studio 3D - eShop 3DS (2013)
- Super Mario 3D World - Wii U (2013)
- NES Remix - eShop Wii U (2013)
- NES Remix 2 - eShop Wii U (2014)
- Captain Toad: Treasure Tracker - Wii U (2015)

## Principaux membres
- Takao Shimizu : Producteur
- Yoshiaki Koizumi : Directeur
- Kenta Motokura : Développeur/Programmeur
- Futoshi Shirai : Développeur/Programmeur
- Norihiro Aoyagi : Développeur/Programmeur
- Hideaki Shimizu : Développeur/Programmeur
- Koichi Hayshida : Développeur/Programmeur
- Masafumi Kawamura : Programmeur musicale/sons
- Mahito Yokota : Compositeur musicale/sons